# Minita del Cedro II
Minita del Cedro II är en ort i kommunen San José del Rincón i delstaten Mexiko i Mexiko. Samhället hade 1 207 invånare vid folkräkningen 2020.